# Lieskovany
Lieskovany (bis 1946 slowakisch „Lieskoviany“, bis 1927 auch „Leskoviany“; deutsch Haseldorf oder Steckensdorf, ungarisch Leszkovány – bis 1907 Leszkovján) ist eine Gemeinde im Osten der Slowakei mit 410 Einwohnern (Stand 31. Dezember 2024) und gehört zum Okres Spišská Nová Ves, einem Teil des Košický kraj, sowie zur traditionellen Landschaft Zips.

## Geographie
Die Gemeinde befindet sich im Südteil des Talkessels Hornádska kotlina am Unterlauf des Baches Levočský potok, ungefähr drei Kilometer vor der Mündung in den Hornád. Das Ortszentrum liegt auf einer Höhe von 434 m n.m. und ist vier Kilometer von Spišská Nová Ves entfernt.
Nachbargemeinden sind Odorín im Norden und Nordosten, Markušovce im Osten und Süden sowie Spišská Nová Ves im Westen.

## Geschichte
Der Ort wurde durch das Geschlecht Mariássy gegründet und war bis 1848 dessen Besitz. Zum ersten Mal erscheint er namentlich im Jahr 1277 als Lescoch, weitere historische Namen sind unter anderen Liskuan (1328), Stoyk (1332), Monyoros (1427), Lezkowan (1435), Stokfalva alias Lyskowan (1464), Monioros alias Leczkocz (1564) und Leskowjan (1773). Im 16. Jahrhundert war Lieskovany nur eine kleine Ansiedlung. 1787 hatte die Ortschaft 18 Häuser und 116 Einwohner, 1828 zählte man 18 Häuser und 129 Einwohner, deren Haupteinnahmequelle Landwirtschaft war.
Bis 1918 gehörte der im Komitat Zips liegende Ort zum Königreich Ungarn und kam danach zur Tschechoslowakei beziehungsweise heute Slowakei.
Von 1988 bis 1990 war Lieskovany ein Stadtteil von Spišská Nová Ves.

## Bevölkerung
| Jahr                | 1994 | 2004     | 2014     | 2024     |
| ------------------- | ---- | -------- | -------- | -------- |
| Anzahl der Personen | 233  | 262      | 326      | 410      |
| Unterschied         |      | +12,44 % | +24,42 % | +25,76 % |

| Jahr                | 2023 | 2024    |
| ------------------- | ---- | ------- |
| Anzahl der Personen | 388  | 410     |
| Unterschied         |      | +5,67 % |

Gemäß der Volkszählung 2011 wohnten in Lieskovany 292 Einwohner, davon 286 Slowaken. Bei sechs Einwohnern liegt keine Angabe zur Ethnie vor.
266 Einwohner bekannten sich zur römisch-katholischen Kirche, sechs Einwohner zur griechisch-katholischen Kirche und ein Einwohner zu einer anderen Konfession. 10 Einwohner waren konfessionslos und bei neun Einwohnern wurde die Konfession nicht ermittelt.

## Bauwerke und Denkmäler
- römisch-katholische Kirche aus dem Jahr 1990